# Bythotiara capensis
Bythotiara capensis is een hydroïdpoliep uit de familie Bythotiaridae. De poliep komt uit het geslacht Bythotiara. Bythotiara capensis werd in 1991 voor het eerst wetenschappelijk beschreven door Pagès, Bouillon & Gili. 